# Jiantang (sockenhuvudort i Kina, Heilongjiang Sheng, lat 45,68, long 130,05)
Jiantang (kinesiska: 建堂, 建堂乡) är en sockenhuvudort i Kina. Den ligger i provinsen Heilongjiang, i den nordöstra delen av landet, omkring 260 kilometer öster om provinshuvudstaden Harbin. Antalet invånare är 21 330. Befolkningen består av 10 426 kvinnor och 10 904 män. Barn under 15 år utgör 13,0 %, vuxna 15-64 år 79 %, och äldre över 65 år 7,0 %.
Runt Jiantang är det ganska tätbefolkat, med 60 invånare per kvadratkilometer. Närmaste större samhälle är Diaoling, 11,8 km norr om Jiantang. Trakten runt Jiantang består till största delen av jordbruksmark.
Genomsnittlig årsnederbörd är 821 millimeter. Den regnigaste månaden är juli, med i genomsnitt 174 mm nederbörd, och den torraste är januari, med 6 mm nederbörd.